# Bodia, Sălaj
Bodia (în maghiară: Szilágybagya) este un sat în comuna Buciumi din județul Sălaj, Transilvania, România.

## Note

Bărbaţi purtând zadie, în faţa bisericii de lemn.